# National Park Service Organic Act
Der National Park Service Organic Act (kurz „Organic Act“) ist ein US-Bundesgesetz, das den National Park Service (NPS), eine Behörde der Vereinigten Staaten, gegründet vom Innenministerium. Das Gesetz wurde am 25. August 1916 von Präsident Woodrow Wilson gesetzlich unterzeichnet und ist in Titel 16 des United States Code kodifiziert.
Der durch das Gesetz eingerichtete Nationalparkdienst „fördert und reguliert die Nutzung der Bundesgebiete, die als Nationalparks, Denkmäler und Reservate bezeichnet werden“. Der erste NPS-Direktor Stephen Mather wurde mit der Überwachung und Wartung aller ausgewiesenen Nationalparks, Schlachtfelder, historischen Orte und Denkmäler beauftragt.

## Geschichte
Nationalparks wurden in der zweiten Hälfte des 19. Jahrhunderts und Nationaldenkmäler einfach ausgewiesen. Jeder Park oder jedes Denkmal wurde einzeln oder in einigen Fällen alternativ von der US-Armee mit unterschiedlichem Erfolg verwaltet. Ab 1911 hatten Reed Smoot und John E. Raker aus Kalifornien Gesetzesvorlagen zur Einrichtung des National Park Service eingereicht, um die Verwaltung all dieser Bestände zu überwachen. Ab 1910 hatte die American Civic Association mit Unterstützung der General Federation of Women’s Clubs und des Sierra Clubs die Forderung nach einem Bundesdienst zur Verwaltung der Parks angeführt. Der bekannte Landschaftsarchitekt und Planer Frederick Law Olmsted, Jr. war auch ein Förderer einer einzigen nationalen Organisation zur Verwaltung der Nationalparks. Am 25. August 1916 wurde der National Park Service Organic Act von Präsident Woodrow Wilson unterzeichnet.